# Taniguchi Gessō
Taniguchi Gessō (japanisch 谷口 月窓; geboren 1774 in der Provinz Ise; gestorben 1. Mai 1865 in Edo) war ein japanischer Maler der späten Edo-Zeit. 

## Leben und Werk
Taniguchi Gessō wurde in der Provinz Ise geboren. Er studierte dort Malerei unter dem Mönchsmaler Gessen (月僊; 1741–1809), dessen erstes Namenszeichen er übernahm. Er wurde gut in der Landschaftsmalerei (山水画), in der Wiedergabe von Blumen und Vögeln (花鳥画) und von Personen.
Er ging dann nach Edo und ließ sich im Bezirk Kanda nieder und zwar in Shiba-Takanawa (芝高輪). Der Haiku-Dichter Taniguchi Keikō (谷口 鶏口; 1718–1802) gehört zu seiner Familie.
Taniguchi Gessō ist in der Sammlung des deutschen, in Japan tätigen Arztes Erwin Bälz (1849–1913) vertreten.

## Bilder

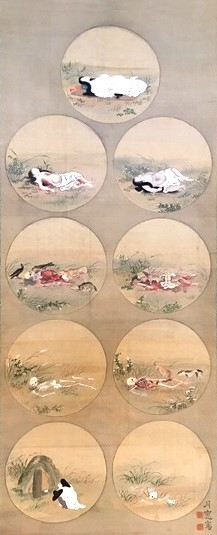
Neun Szenen
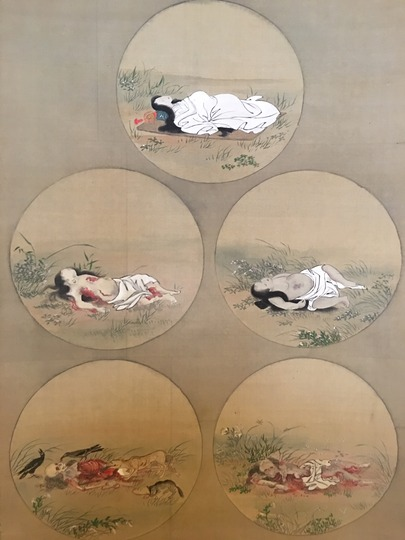
Neun Szenen, oben
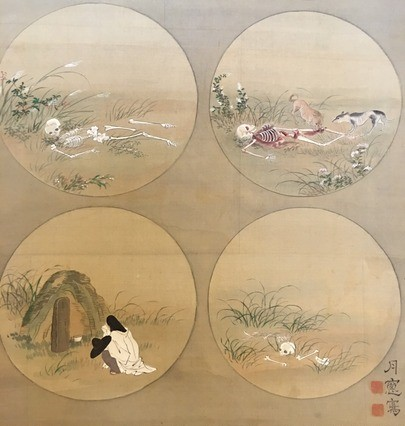
Neun Szenen, unten
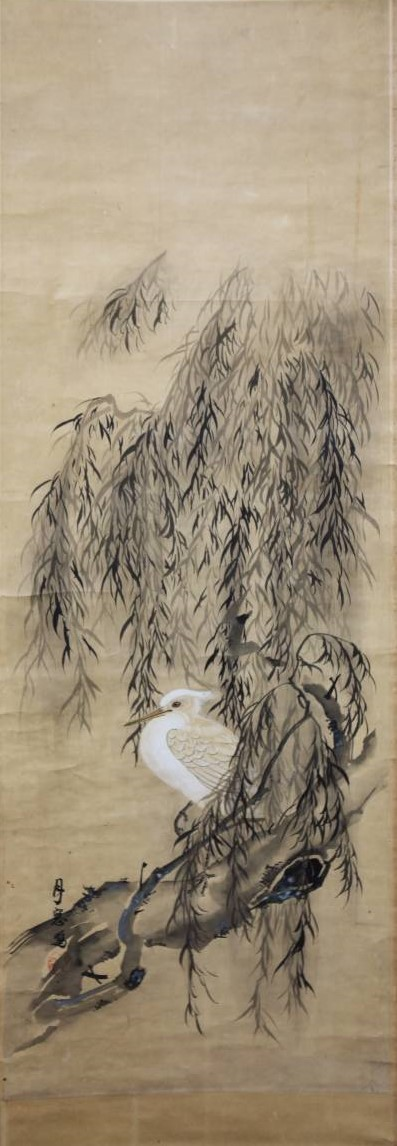
Vogel auf dem Weidenzweig
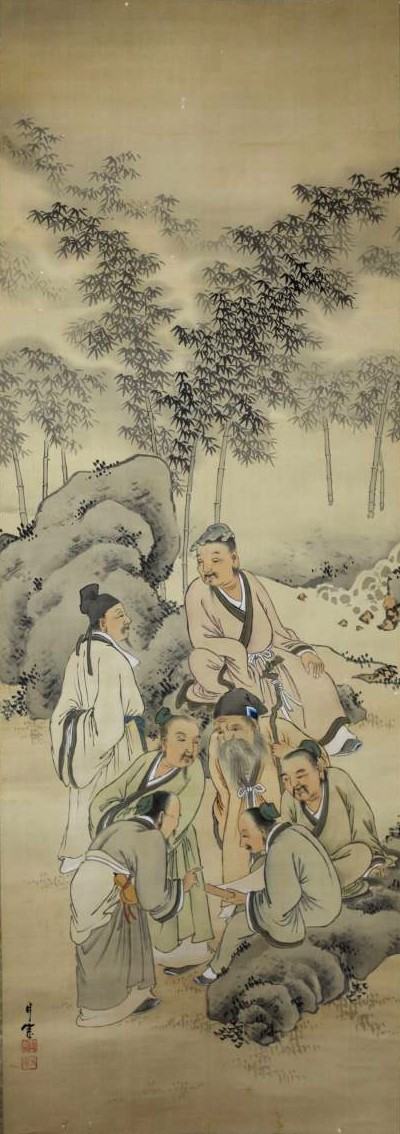
Die Sieben Weisen[A 2]